# Josef Kainz
Josef Kainz (ur. 2 stycznia 1858 Wieselburg, zm. 20 września 1910 w Wiedniu) – aktor austriacki.
Był wykonawcą dramatów Ibsena, Hauptmana, Sudermana całej szkoły skandynawskiej oraz wszystkich klasyków zarówno niemieckich jak i francuskich.